# William Matthew Makeham
William Matthew Makeham (1826 - 1891) foi um atuário inglês. Makeham foi o responsável pelo desenvolvimento da Curva de Makeham que, juntamente com a Curva de Gompertz, compõe uma das teorias mais eficientes para descrever a mortalidade humana: a Lei de Gompertz-Makeham.
Obras
Makeham foi responsável por dois importantes estudos sobre a mortalidade humana:
- On the Law of Mortality and the Construction of Annuity Tables (1860)
- On an Application of the Theory of the Composition of Decremental Forces (1874)